# أن صوفي ميستاتش
أن صوفي ميستاتش مواليد 7 مارس 1994 في غنت، هي لاعبة كرة مضرب بلجيكية وتحتل حالياً المرتبة 151 (8 فبراير 2016) في تصنيف رابطة محترفات كرة المضرب. هي إحدى بطلات الجراند سلام. أعلى تصنيف لها في الفردي كان 98. أعلى تصنيف لها في الزوجي كان 64.

## الميداليات
| الميدالية | المسابقة                              |
| --------- | ------------------------------------- |
| برونزية   | الألعاب الأولمبية الصيفية للشباب 2010 |

## روابط خارجية
- أن صوفي ميستاتش على موقع رابطة محترفات التنس (الإنجليزية)
- أن صوفي ميستاتش على موقع الاتحاد الدولي لكرة المضرب (الإنجليزية)
- أن صوفي ميستاتش على موقع كأس بيلي جين كينغ (الإنجليزية)
- أن صوفي ميستاتش على موقع بطولة ويمبلدون (الإنجليزية)
- أن صوفي ميستاتش على موقع خلاصة التنس.كوم (الإنجليزية)
- أن صوفي ميستاتش على موقع إي إس بي إن.كوم (الإنجليزية)
- أن صوفي ميستاتش على موقع أوليمبيديا (الإنجليزية)